# Atenea Polias

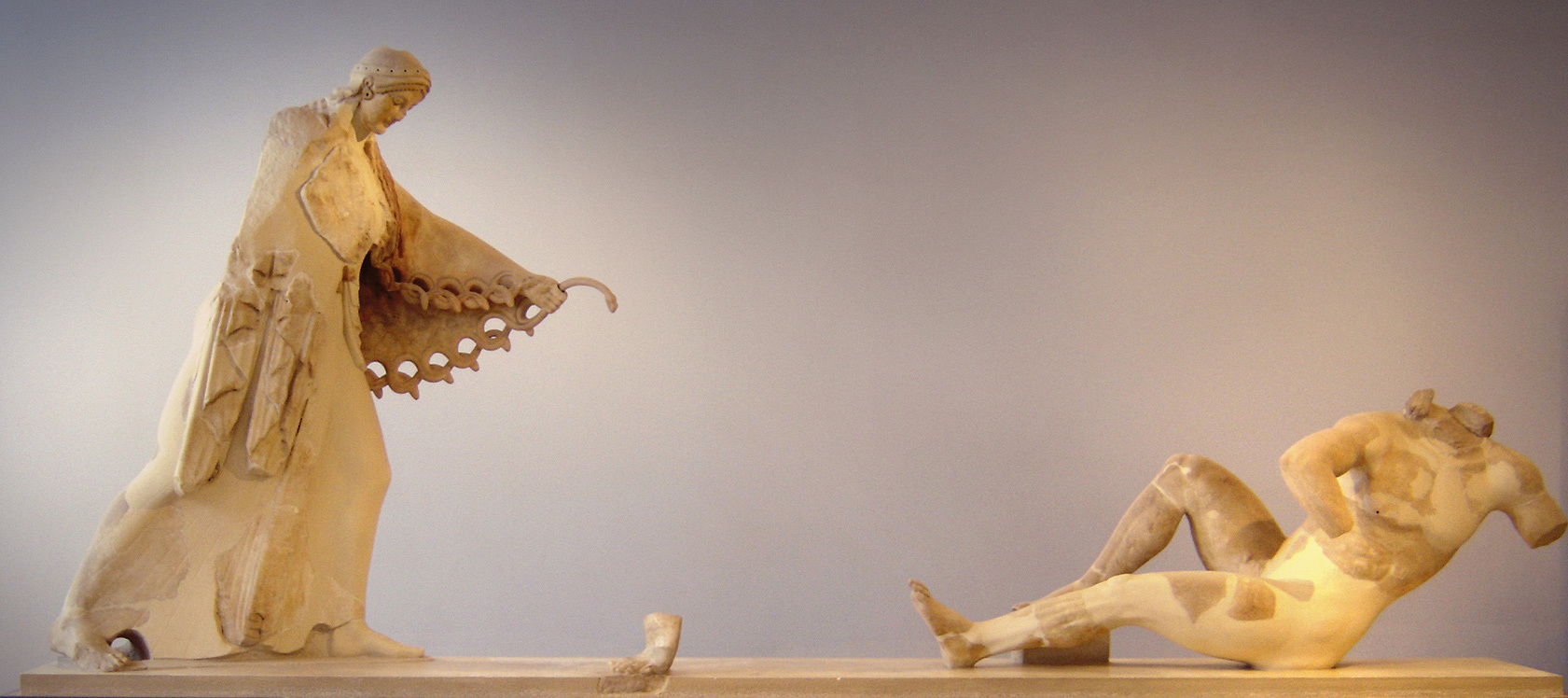
Atenea Polias luchando contra un gigante, resto de la decoración del segundo templo de la diosa en la Acrópolis de Atenas.

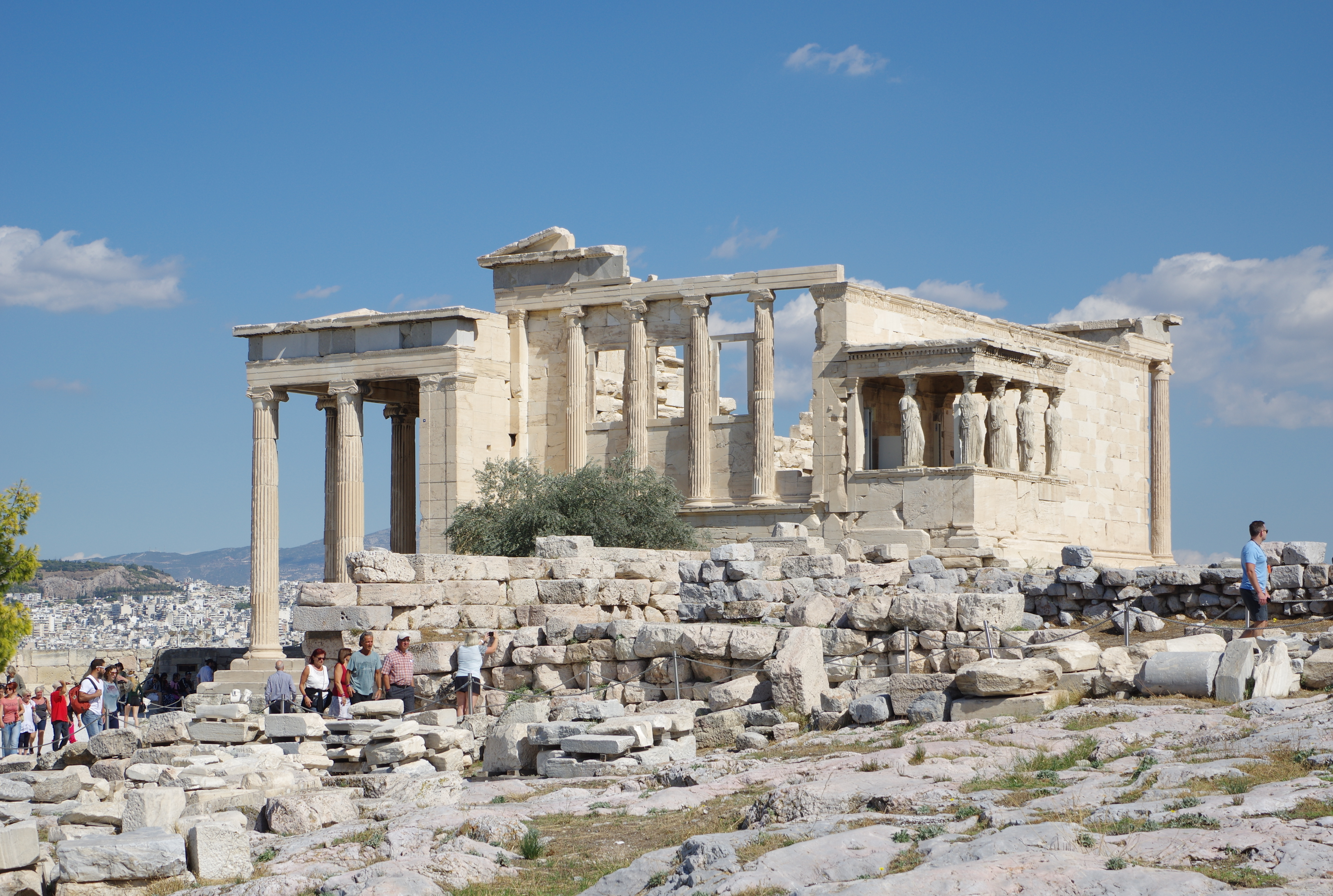
En primer plano, restos del supuesto segundo templo de Atenea Polias. Detrás, el Erecteón.

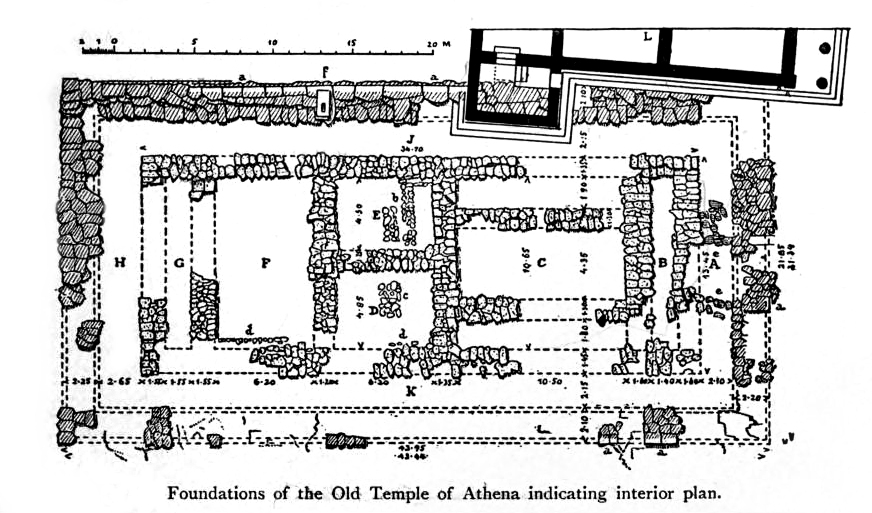
Plano de las ruinas identificadas como el segundo templo.

Atenea Polias es una de las manifestaciones de la diosa griega Atenea. El origen y significado de la palabra polias son inciertos. Atenea era muy venerada como protectora de ciudades y ciudadelas, y posiblemente el término se refiera a la ciudad (polis), o más concretamente a su ciudadela o acrópolis (de su antiguo nombre ptolis).
Con el epíteto de Polias, Atenea era venerada en varias ciudades de la Antigua Grecia, como Atenas, Rodas, Pérgamo, Priene, Tilos, Megalópolis, Esparta, Quíos, Naxos, Paros y Argos, donde también era conocida como Atenea Poliucos, ‘la señora de la ciudad’, o Atenea Acria, ‘la que mora en las alturas’, en referencia a las acrópolis de estas ciudades.
Su templo más conocido es el de Atenas, que data de hacia 525-500 a. C., posiblemente construido por los hijos de Pisístrato para sustituir o ampliar un edificio del siglo VIII a. C. mencionado por Homero, que a su vez se construyó donde estaba el palacio del rey micénico de Ática. En el templo se veneraba un xoanon  (estatua de madera) que, según la tradición, había caído del cielo, el Paladio, y que, según Plutarco, era una de las estatuas de culto más antiguas conocidas en toda Grecia. No se conserva ninguna descripción precisa de la estatua, y su forma y atributos han sido objeto de una larga e inconclusa controversia entre los expertos. El templo fue destruido en la invasión persa del 480 a. C. y luego restaurado parcialmente, pero incendiado en el 406 a. C. Varios elementos del segundo templo se incorporaron posteriormente a la muralla de la acrópolis, y parte de su decoración se conserva hoy en el Museo de la Acrópolis de Atenas.
La ubicación del templo es incierta y ha suscitado muchos debates.
 A veces se identifica con el Erecteón, pero la datación de este es posterior. Es probable que fueran dos templos distintos pero contiguos. Las bases y los restos decorativos de un templo contiguo al Erecteón fueron identificados por Wilhelm Dörpfeld en 1885 como los restos del templo primitivo, y esta ubicación, aunque no unánime, ha sido aceptada por la mayoría de los expertos.
 Una inscripción ampliamente aceptada indica que el Erecteón sustituyó al templo primitivo, transformado en depósito de su tesoro, y que el Paladio fue transportado allí hacia 408-405 a. C., probablemente tras el incendio del edificio arcaico.
Junto al templo había un olivo que se creía había sido donado por la diosa cuando ella y Poseidón se disputaban la posesión de la ciudad, y debido a los grandes beneficios producidos por el árbol Atenea habría salido victoriosa en la disputa.  Cuando Pausanias visitó Atenas dijo que en el templo había también una estatua de madera de Hermes y varios exvotos, entre ellos un escabel atribuido a Dédalo y botines de batallas persas, pero no está muy claro a qué templo se refería.
En Atenas, Polias era el culto principal de la acrópolis, y el tesoro de su templo era el más rico. Durante el festival de las Plinterias, el ritual de Atenea Polias estaba prohibido a los hombres. La estatua era despojada de sus vestiduras de tela, purificada y lavada por mujeres jóvenes, y mientras se lavaba su manto, la estatua era cubierta por un velo. Durante el festival de las Grandes Panateneas, la estatua era honrada con procesiones, sacrificios, donaciones y la dedicación de exvotos, y recibía un nuevo manto ricamente bordado con escenas de su mito. Al mismo tiempo, se celebraban banquetes, regatas, juegos atléticos, carreras de caballos, lampededromías (carreras de antorchas), bailes, representaciones musicales y teatrales, peleas de gallos, recitales de poesía y seminarios filosóficos. El acontecimiento atrajo a multitudes de todo el mundo griego.
También en Priene se encontraba un famoso templo, uno de los ejemplos más significativos de la arquitectura griega, que data de hacia 350 a. C., considerado una reproducción del templo de Atenas. Su arquitecto, Pitias, escribió un tratado describiendo sus principios constructivos, que fue conservado en parte por Vitruvio, convirtiéndose en una importante obra de referencia para el estudio de las técnicas constructivas antiguas y su estética.